# Loro (Pravia)
Loro (oficialmente en asturiano: Llouru) es un lugar español de la parroquia de Folgueras, perteneciente al municipio de Pravia, en la comunidad autónoma de Asturias.

## Historia
Hacia mediados del siglo XIX, el lugar ya pertenecía a la parroquia de Folgueras, entonces parte del municipio de Salas. Aparece descrito en el décimo volumen del Diccionario geográfico-estadístico-histórico de España y sus posesiones de Ultramar de Pascual Madoz con las siguientes palabras:

LORO: l. en la prov. de Oviedo, ayunt. de Salas y felig. de Sta. Maria de la Asunción. (V.)
(Madoz, 1847, p. 384)

En 2023, la entidad singular de población de Loro, perteneciente al municipio de Pravia, tenía empadronados 43 habitantes, todos ellos en el núcleo de población de ese nombre.